# Żakle
Żakle [pronunciación en polaco: /ˈʐaklɛ/] es un pueblo en el distrito administrativo de Gmina Suchowola, dentro del Distrito de Sokółka, Voivodato de Podlaquia, en el noreste de Polonia.